# 孫似古
孫似古（？年—？年），號還醇，山东济南府平原县人。明末政治人物。

## 生平
萬曆四十六年（1618年）戊午科山东乡试舉人，崇祯四年（1631年）辛未科进士。吏部观政，五年授曲沃县知县，未任丁忧归乡。